# Moncucco Torinese
Moncucco Torinese é uma comuna italiana da região do Piemonte, província de Asti, com cerca de 810 habitantes. Estende-se por uma área de 14 km², tendo uma densidade populacional de 58 hab/km². Faz fronteira com Albugnano, Arignano (TO), Berzano di San Pietro, Castelnuovo Don Bosco, Cinzano (TO), Marentino (TO), Mombello di Torino (TO), Moriondo Torinese (TO), Sciolze (TO).

## Demografia
| Variação demográfica do município entre 1861 e 2011                               |
|                                                                                   |
| Fonte: Istituto Nazionale di Statistica (ISTAT) - Elaboração gráfica da Wikipedia |